# Hvítavatn
Der Hvítavatn (isl.: weißer See) ist ein kleiner See im südlichen Hochland von Island.
Er liegt etwa in der Mitte zwischen dem Sídujökull und dem Skeiðarárjökull, zwei südlichen Ausläufern von Islands größtem Gletscher Vatnajökull. Damit befindet er sich etwa 15 km nördlich des berüchtigten Skeiðarásanders.
Angesichts der großen Anzahl an Gletschern in Island darf es nicht verwundern, dass viele der Seen und Flüsse entweder das Adjektiv hvítur(isl. = weiß) im Namen führen oder ihre Namen Zusammensetzungen mit dem Nomen jökull (isl. = Gletscher) sind.